# Фокс, Мэттью (теолог)
Тимоти Джеймс Фокс (англ. Timothy James Fox, род. 21 декабря 1940 г.) — американский священник и богослов. Был членом католического Доминиканского ордена, а после исключения из ордена в 1993 году стал членом Епископальной церкви.
Написал 35 книг, которые были переведены на 68 языков и разошлись тиражом в миллионы экземпляров, и к середине 1990-х годов привлекли «огромное количество разнообразных поклонников».

## Биография

### Доминиканский монах
Тимоти Джеймс Фокс родился в Мэдисоне, штат Висконсин. В 1960 году, когда он вступил в Римско-католический Доминиканский орден (Орден проповедников), ему было дано монашеское имя «Матфей» (англ. Matthew ). Он получил степень магистра философии и теологии в Институте философии и теологии Аквинского, а затем получил степень доктора духовного богословия, summa cum laude, в Institut Catholique de Paris, обучаясь у Мари-Доминика Шеню, который назвал в его честь традицию духовности творения. Направил Фокса учиться в Парижский католический институт Томас Мертон. После получения докторской степени Фокс начал преподавать в ряде католических университетов, включая Университет Лойолы в Чикаго и Колледж Святого Сердца Барат в Лейк-Форест, штат Иллинойс.
В 1976 году Фокс перешёл в Чикагский колледж Манделейн (ныне часть Университета Лойолы), чтобы открыть Институт культуры и творческой духовности (ICCS), магистерскую программу по творческой духовности с уникальной педагогикой, которая претендовала на интеграцию левого и правого полушарий мозга, что в конечном итоге привело к конфликту с церковными властями. Его холистическая педагогика включала в себя юнгианского психолога Джона Джаннини, физика / космолога Брайана Свимма, феминистского теолога Розмари Ройтер, а также многих художников, преподающих «искусство как медитацию». В 1983 году Фокс перевёл ICCS в Окленд, штат Калифорния, и начал преподавать в Университете Святых Имен, где он проработал профессором в течение 12 лет.
В 1984 году кардинал Йозеф Ратцингер — будущий Папа Бенедикт XVI, в то время глава Конгрегации доктрины веры — попросил Доминиканский Орден исследовать сочинения Фокса. Когда три доминиканских богослова изучили его работы и не нашли его книги еретическими, Ратцингер приказал провести вторую рецензию, которая так и не была предпринята.
Из-за того, что он поставил под сомнение доктрину первородного греха, в 1988 году Ратцингер запретил Фоксу преподавать или читать лекции в течение года. Фокс написал «пастырское письмо кардиналу Ратцингеру и всей церкви», назвав католическую церковь неблагополучной семьёй. После годичного «творческого отпуска» Фокс возобновил писать, преподавать и читать лекции. В 1991 году его доминиканский начальник приказал Фоксу покинуть ICCS в Калифорнии и вернуться в Чикаго, иначе ему грозит увольнение. Фокс отказался.
31 марта 1991 года Фокс широко появлялся в дискуссионной программе британского телевидения After Dark, наряду с разоблачителем «Пилтдаунского человека» профессором Тедди Холлом, светской активисткой-гуманистом Барбарой Смокер; теологом Н. Т. Райтом; драматургом Хьямом Маккоби (который предположил, что Иисус был апокалиптическим иудеем и претендентом на роль Мессии); автором Яном Уилсоном (известным теоретическими трудами о Туринской плащанице) и другими. В 1993 году конфликты Фокса с католическими властями достигли апогея, когда он был исключён из Доминиканского Ордена за «непослушание», что фактически положило конец его профессиональным отношениям с Церковью и его преподаванию в её университетах.
Среди вопросов, против которых возражал Ратцингер, были его феминистское богословие; именование Бога «Матерью»; предпочтение концепции «первородного благословения» «первородному греху», слишком тесное сотрудничество с коренными американцами, отказ от осуждения гомосексуальности, обучение четырём путям творческой духовности — Via Positiva, Via Negativa, Via Creativa и Via Transformativa — вместо классических трёх церковных путей очищения, просветления и союза.
В статье для The New York Times Молли О’Нил говорит, что в Ватикан поступила просьба со стороны доминиканцев об увольнении богослова. По словам Джона Л. Аллена-младшего, это было в значительной степени реакцией на нетрадиционную программу обучения в ICCS, на факультете которого были массажистка, дзен-буддист, учитель йоги и викканка Starhawk.
После изгнания Фокс встретил молодых англиканских активистов в Англии, которые использовали «рейвы» как способ вернуть жизнь своей литургии и привлечь молодых людей к церковному служению. Он был вдохновлён начать проводить свою собственную серию «Техно-космических месс» в Окленде и других городах США, мероприятия, призванные объединить людей с более экстатическим и интуитивным празднованием и связью с ритуалом и построением сообщества.
Фокс был принят в англиканскую Епископальную церковь в качестве священника в 1994 году епископом Уильямом Свингом из епископальной епархии Калифорнии.
В 1996 году Фокс основал Университет духовного созидания в Окленде, выросший из его институтов в Манделайне и Святых именах. Университет предлагал аналогичные магистерские программы в области творческой духовности и связанных исследований. Первоначально он был аккредитован через филиал Нью-колледжа Калифорнии, а затем в 1999 году был переведён в Университет Наропы в Боулдере, штат Колорадо, создав и запустив магистерскую программу Наропы. Университет также добавил отдельную докторскую степень по служению с учебной программой, основанной на его книге 1993 года «Новое изобретение труда: новое видение средств к существованию для нашего времени», в которой говорилось о «священстве всех трудящихся».
Фокс руководил Университетом духовности созидания в течение девяти лет, затем в 2005 году его сменил президент Джеймс Гаррисон. Впоследствии учреждение было переименовано в Университет мудрости.
Покинув университет, Фокс продолжал читать лекции, писать и издавать книги. В 2005 году он основал образовательную организацию, ориентированную на молодёжь из центральной части города, под названием «Лаборатория обучения молодёжи и пожилых людей для обучения мудрости предков» (YELLAWE). Программа YELLAWE основана на целостном подходе к образованию и творчеству, заимствованном из программ уровня магистра Fox. Сюда также входит физическая подготовка в практиках телесной медитации, таких как тайцзицюань. YELLAWE работает в городских школах в Окленде и Чикаго.
Сторонники Фокса считают, что, в отличие от церковной ортодоксии, его учение более гендерно-нейтрально, чутко к экологии и принимает нетрадиционную сексуальность.

## Богословие
В то время как некоторые академические богословы называют Фокса новым Тейяр де Шарденом, другие называют его популяризатором, а не интеллектуалом. Роберт Броу характеризует учение как «эзотерический экскурс в этику, теологию и мистицизм».

### Creation Spirituality
Концепция духовности творения Фокса основана как на внимательном чтении библейских источников, так и на раннесредневековых мистиках в христианских традициях, а также на современной науке. Он ищет точки соприкосновения с религиями всего мира в подходе, который назвал «глубоким экуменизмом» из-за его связи со многими духовными практиками. Это особенно подробно описано в его книге «Одна река, множество колодцев: мудрость, проистекающая из мировых религий».
«Духовность творения» (англ. Creation Spirituality) считает себя «зелёным» богословием, подчёркивающим святые отношения между человечеством и природой. Соответственно, священность природы считается таинством, а творение считается выражением Бога и «Космического Христа». Этот подход был одобрен, среди прочего, экологическим богословом Томасом Берри. В книге Фокса «Пришествие космического Христа: исцеление Матери-Земли и рождение глобального Возрождения» эти вопросы рассматриваются более подробно.
Фокс также изложил другие принципы духовности творения в некоторых других своих книгах, в частности, «Первородное благословение», «Духовность, именуемая состраданием» и «Духовность творения: дары освобождения для людей Земли».
Автобиография Фокса 1996 года «Исповедь: становление постконфессионального священника» описывает его жизнь в качестве доминиканского священника и его борьбу с Ватиканом, когда он писал о своём опыте и понимании раннего христианства. Эта книга была обновлена и опубликована издательством North Atlantic Books в 2016 году.
Фокс также является автором или редактором почти 35 других книг, в основном по различным духовным учениям, учителям и мистикам (перечисленным ниже). Он был первым, кто перевёл Майстера Экхарта на английский язык из критических немецких изданий вместе с комментариями к своей работе и помог начать возрождение Хильдегарды Бингенской. Его книга о мистицизме Фомы Аквинского переводит многие из его произведений, которые никогда ранее не переводились на английский, немецкий или французский языки.
Богословские позиции Фокса были классифицированы как разновидность монизма, в частности панентеизма. Некоторые утверждали, что такой подход является неотъемлемой частью творческой духовности Фокса.
Теология Фокса получила одобрение от известных духовных деятелей, включая Беду Гриффитса, который сказал: «Творческая духовность (Мэтью Фокса) — это духовность будущего, а его Богословие Космического Христа — это теология будущего». Около 25-й годовщины издания Original Blessing Джон Кобб, почётный профессор Клермонтской школы теологии, написал: «Достижение Фокса в Original Blessing заключалось не только в восстановлении формы духовности, которая была затемнена, и в демонстрации её глубокого понимания. актуальность и важность для нашего времени. Он использовал духовность как путь в глубины христианской веры и богословия в целом … Постепенно книга приобретает статус классики. Со временем это займёт своё место в истории духовности и, по сути, в истории теологии».

### Техно-космическая месса
«Techno Cosmic Mass» Фокса (позже называемая «Cosmic Mass») — это попытка объединить религиозный ритуал Евхаристии с танцевальными и мультимедийными материалами, ди-джеями, видео-жокеями и рэп-музыкой. Они вызывают и соединяют духовные ритуалы и экстатическую энергию техно и рейв-вечеринок. Они были разработаны группой под названием Nine O’Clock Service в Шеффилде, Англия, в конце 1980-х — начале 1990-х годов и были привезены в Соединённые Штаты и в дальнейшем развиты Fox. В Северной Америке было проведено более 100 космических месс, и многие люди научились их преподносить.

### 95 тезисов
В 2005 году, готовясь к презентации в Германии и после избрания Ратцингера Папой Бенедиктом XVI, Фокс создал 95 тезисов, которые затем перевёл на немецкий язык. В выходные дни Пятидесятницы ему было поручено прибить их к двери Виттенбергской церкви, где Мартин Лютер прибил свои 95 тезисов в XVI веке, что ассоциируется с протестантской Реформацией.
Акция подтолкнула к созданию живого блога с участием десятков тысяч немцев. В своих тезисах Фокс призывал к новой реформации в западном христианстве. В своей вспомогательной книге «Новая реформация» Фокс утверждал, что два христианства уже существуют и что настало время новой реформации признать этот факт и двинуть западную духовную традицию в новые направления.

## Труды
- Religion USA: Religion and Culture by way of TIME Magazine (1971), Listening Press, OCLC 489983768
- On Becoming a Musical, Mystical Bear: Spirituality American Style (1972), Harper & Row, ISBN 0-06-062912-6, (1976) Paulist Press, paperback: ISBN 0-8091-1913-7 Republished as Prayer: A Radical Response to Life (2001), Tarcher/Putnam, ISBN 1-58542-098-0
- Western Spirituality: Historical Roots, Ecumenical Routes (1979) Fides/Claretian ISBN 978-0-8190-0635-6
- A Spirituality Named Compassion and the Healing of the Global Village, Humpty Dumpty and Us (1979), Winston Press, ISBN 0-03-051566-1, (1990) Harper San Francisco, paperback: ISBN 0-06-254871-9, (1999) Inner Traditions: ISBN 0-89281-802-6
- Whee! We, Wee All the Way Home: A Guide to the New Sensual Prophetic Spirituality (1980), Bear & Company, ISBN 0-939680-00-9
- Breakthrough: Meister Eckhart’s Creation Spirituality, in New Translation (1980), Doubleday ISBN 0-385-17034-3 (translated from German, with commentary) (1980) Image, paperback, ISBN 978-0-385-17034-5; republished as Passion for Creation: The Earth-honoring Spirituality of Meister Eckhart (2000), Inner Traditions, ISBN 0-89281-801-8
- Western Spirituality: Historical Roots, Ecumenical Routes (1981), Bear & Company, ISBN 0-939680-01-7
- Manifesto for a Global Civilization (with Brian Swimme), 1982, Bear & Company, ISBN 978-0-939680-05-4
- Meditations with Meister Eckhart (1983), Bear & Company, ISBN 0-939680-04-1
- Original Blessing: A Primer in Creation Spirituality (1983), Bear & Company revised ed. 1996, ISBN 1-879181-27-4, Original Blessing: A Primer in Creation Spirituality Presented in Four Paths, Twenty-Six Themes, and Two Questions, (2000) Jeremy P. Tarcher/Putnam, ISBN 1-58542-067-0
- Illuminations on Hildegard of Bingen Text by Hildegard of Bingen/Commentary by Matthew Fox; (1985) Bear & Co. paperback ISBN 978-0-939680-21-4, Republished (2002) Bear & Company. paperback ISBN 978-1-879181-97-7
- Hildegard of Bingen’s Book of Divine Works: With Letters and Songs (1987), Bear & Company, ISBN 0-939680-35-1
- The Coming of the Cosmic Christ (1988) Harper San Francisco, ISBN 0-06-062915-0 (1988) HarperOne, paperback, ISBN 978-0-06-062915-1
- Creation Spirituality: Liberating Gifts for the Peoples of the Earth (1991), Harper San Francisco, ISBN 0-06-062917-7
- Creation Spirituality and the Dreamtime, with Catherine Hammond, eds. (1991) Morehouse Publishing Co., ISBN 978-0-85574-364-2
- Sheer Joy: Conversations With Thomas Aquinas on Creation Spirituality (1992), Harper San Francisco, ISBN 0-06-062914-2 (2003) Tarcher/Putnam paperback: ISBN 1-58542-234-7, foreword: Rupert Sheldrake, afterword: Bede Griffiths, translation: Richard Tres
- The Reinvention of Work: A New Vision of Livelihood for Our Time, (1993) Harpercollins (hardcover) ISBN 978-0-06-062918-2 (1995) Harper One (paperback) ISBN 0-06-063062-0
- The Sacred Universe with Rupert Sheldrake, (1993) Sounds True (audiocassette) ISBN 978-1-56455-227-3
- Wrestling With the Prophets: Essays on Creation Spirituality and Everyday Life (1995), Harper San Francisco, ISBN 0-06-062919-3, (2003) Tarcher, paperback: ISBN 1-58542-235-5
- Passion for Creation: The Earth-honoring Spirituality of Meister Eckhart, (1995), Doubleday, ISBN 978-0-385-48047-5
- Vision: The Life and Music of Hildegard von Bingen with Hildegard of Bingen, Barbara Newman, Jane Bobko (1995) Studio ISBN 978-0-670-86405-8
- In the Beginning There Was Joy: A Celebration of Creation for Children of All Ages (1995) Crossroad Publishing Company ISBN 978-0-8245-1505-8, (1995) Godsfield Press Ltd. (paperback) ISBN 978-1-899434-65-7
- The Physics of Angels: Exploring the Realm Where Science and Spirit Meet (1996), coauthor Rupert Sheldrake, Harper San Francisco, ISBN 0-06-062864-2, Revised edition 2014, Monkfish Publishing Company, ISBN 9781939681287
- Natural Grace: Dialogues on Creation, Darkness, and the Soul in Spirituality and Science, with coauthor Rupert Sheldrake, (1996), Doubleday, ISBN 0-385-48356-2,	(1997) Image paperback: ISBN 0-385-48359-7
- Confessions: The Making of a Post-Denominational Priest (1996), HarperOne ISBN 978-0-06-062865-9, (1997) Harper San Francisco, paperback: ISBN 0-06-062965-7, (Fox autobiography), updated edition 2015, North Atlantic Books, ISBN 978-1-58394-935-1
- A Spirituality Named Compassion (1999) Inner Traditions ISBN 978-0-89281-802-0
- One River, Many Wells: Wisdom Springing from Global Faiths (2000), Jeremy P. Tarcher, ISBN 1-58542-047-6, (2000)
- Sins of the Spirit, Blessings of the Flesh: Lessons for Transforming Evil in Soul and Society, (2000) Doubleday, hardcover, ISBN 978-0-609-60087-0, (2000) Three Rivers Press, paperback, ISBN 978-0-609-80580-0, Revised edition 2016, North Atlantic Books, ISBN 9781623170189
- Prayer: A Radical Response to Life 2001 Tarcher ISBN 978-1-58542-098-8
- Creativity: Where the Divine and the Human Meet (2002), Jeremy P. Tarcher, (hardcover) ISBN 1-58542-178-2, Tarcher (2004)
- Wrestling With the Prophets: Essays on Creation Spirituality and Everyday Life 2003 Tarcher ISBN 1-58542-235-5
- One River, Many Wells (2004) Tarcher, hardcover, ISBN 978-1-58542-047-6, (2004) Tarcher, paperback, ISBN 978-1-58542-326-2
- Sheer Joy (2003) Tarcher ISBN 1-58542-234-7
- A New Reformation: Creation Spirituality and the Transformation of Christianity (2006), Inner Traditions, hardcover, ISBN 1-59477-123-5 (Fox’s «95 Theses»), (2006)
- The A.W.E. Project: Reinventing Education, Reinventing the Human (2006) CopperHouse paperback/CD/DVD edition ISBN 978-1-896836-84-3
- The Hidden Spirituality of Men: Ten Metaphors to Awaken the Sacred Masculine (2008) New World Library, hardcover, ISBN 978-1-57731-607-7, (2009) New World Library
- The Pope’s War: Why Ratzinger’s Secret Crusade Has Imperiled the Church and How It Can Be Saved (2011), Sterling Ethos, ISBN 978-1-4549-0001-6
- Christian Mystics: 365 Readings and Meditations (2011), New World Library, ISBN 978-1-57731-952-8
- Hildegard of Bingen: A Saint For Our Times (2012), Namaste Publishing, ISBN 978-1-897238-73-8
- Occupy Spirituality: A Radical Vision For a New Generation (2013), coauthor Adam Bucko, North Atlantic Books, ISBN 978-1-58394-685-5
- Letters to Pope Francis (2013), Level Five Media, LLC, ISBN 1490372970
- Meister Eckhart: A Mystic-Warrior For Our Times (2014), New World Library, ISBN 978-1-60868-265-2
- Stations of the Cosmic Christ (2016), Tayen Lane Publishing, ISBN 978-0-9970196-6-7
- A Way To God: Thomas Merton’s Creation Spirituality Journey (2016), New World Library, ISBN 978-1-60868-420-5
- The Order of the Sacred Earth (2017), with Skylar Wilson and Jen Listug, Monkfish Publishing Company, ISBN 978-1-939681-86-7
- Julian of Norwich: Wisdom in a Time of Pandemic--And Beyond (2020), iUniverse, ISBN 978-1-6632-0868-2(sc) ISBN 978-1-6632-0869-9(e)